# Hendrick ter Brugghen

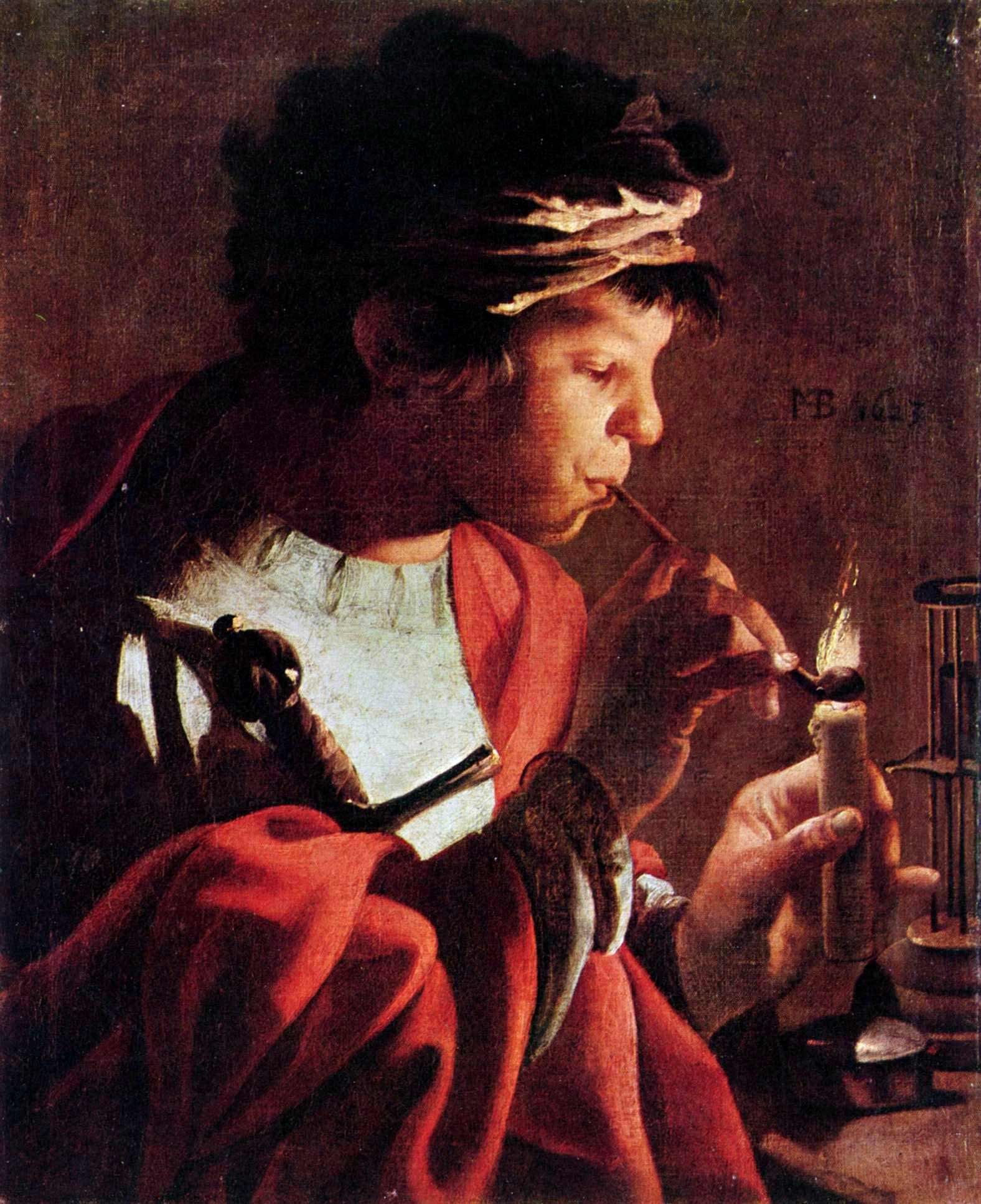
Knabe mit Pfeife, 1623, István-Dobó-Museum, Eger (Ungarn)

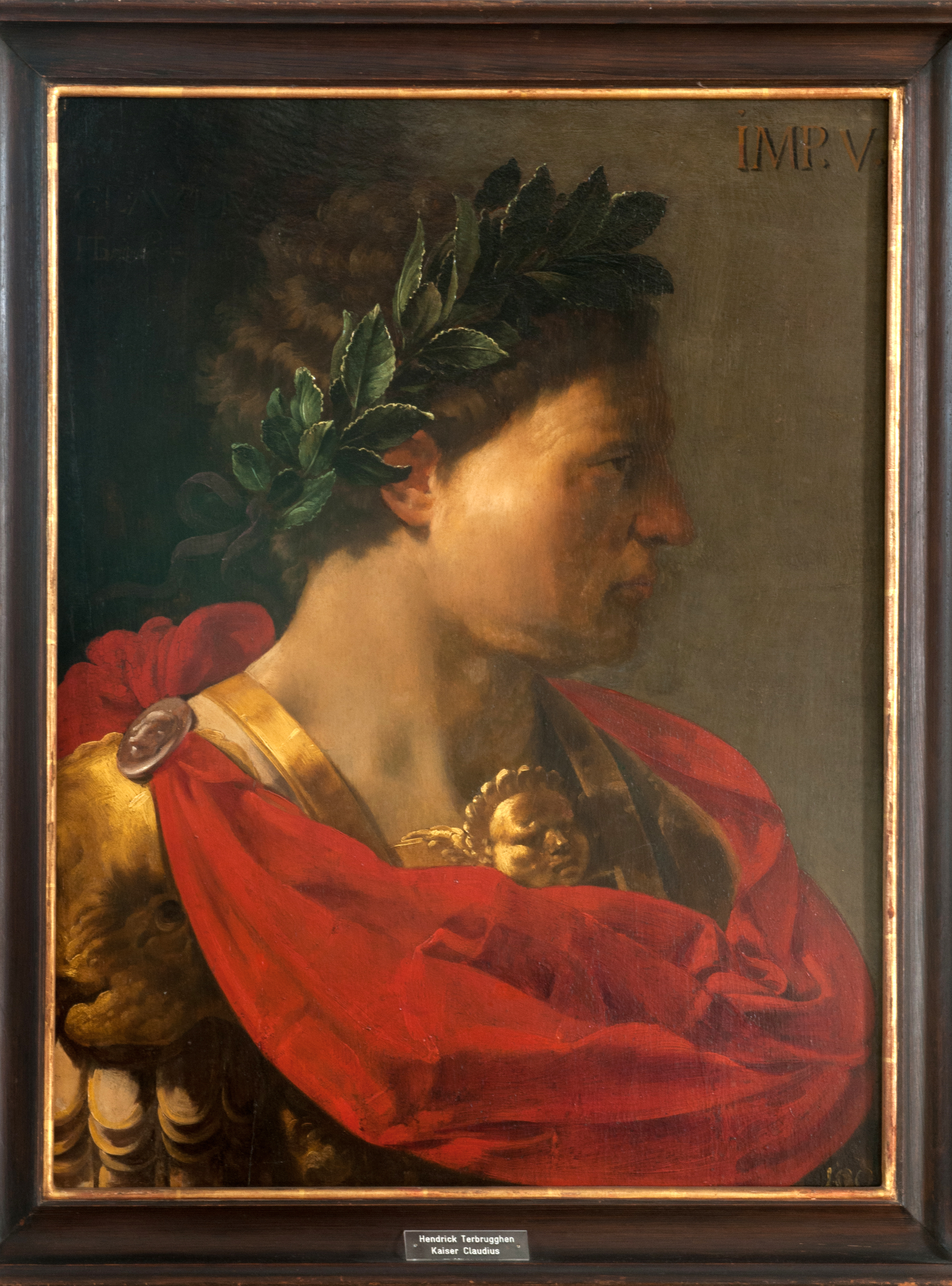
Kaiser Claudius (Schloß Caputh)

Hendrick ter Brugghen (* 1588 in Den Haag oder Utrecht; † 1. November 1629 ebenda) war ein niederländischer Barockmaler.

## Wirken
Ter Brugghen war ebenso wie Dirck van Baburen und Gerrit van Honthorst ein Anhänger des italienischen Künstlers Michelangelo Merisi da Caravaggio, weshalb er zu den Utrechter Caravaggisten gezählt wird. Er entstammte einer vornehmen niederländischen Familie. Sein Vater war der Advokat Jan ter Brugghen, der sich um das Jahr 1591 mit seiner Familie in Utrecht niederließ. Dort wurde ter Brugghen ein Schüler von Abraham Bloemaert. Um 1604, noch zu Lebzeiten Caravaggios, reiste er nach Rom und blieb bis 1614 in Italien. 1615 kehrte er nach Utrecht zurück und trat 1616 der dortigen Malergilde bei. Er entwickelte einen eigenen Stil, so malte er beispielsweise dunkle Figuren vor einem hellen Hintergrund. Seine Werke reichten von religiösen über mythologische und literarische Themen bis hin zu Darstellungen von Personen in häuslicher Umgebung. Sein erstes datiertes Gemälde stammt von 1620 und zeigt eine Bänkelsängerin.